# Billerbeck (Barnstedt-Melbecker Bach)
Die Billerbeck ist ein rund 2,6 Kilometer langer Bach im Landkreis Lüneburg.

## Geografie

### Verlauf
Die Billerbeck entsteht als Graben am Rand eines Regenrückhaltebeckens im Nordosten von Embsen. Sie verläuft von hier in östliche Richtung. Unter dem Embsener Ortsteil Wagenhorst verläuft der Bach verrohrt. Am Rand des Melbecker Ortsteils Bahnhof fließt er durch einen Klärteich eines ehemaligen Düngemittelwerks. Unterhalb des Klärteichs verläuft der Bach nun in südöstliche Richtung zunächst wieder verrohrt und unterquert dabei die Bahnstrecke Lüneburg–Soltau. Südlich von Melbeck-Bahnhof ändert er seinen Lauf wieder in östliche Richtung und zwischen Melbeck und Melbeck-Bahnhof in südöstliche Richtung. Östlich von Melbeck unterquert der Bach die Kreisstraße 33, um dann am westlichen Rand von Melbeck in den Barnstedt-Melbecker Bach zu münden.
Die Billerbeck ist auf nahezu ihrer gesamten Länge begradigt. Insbesondere oberhalb des Klärteichs bei Melbeck-Bahnhof führt sie nur zeitweise Wasser. Sie verläuft hier überwiegend am Rand von ackerbaulich genutzten Flächen mit nur einem schmalen Gewässerrandstreifen und ist bis auf einzelne Ufergehölze unbeschattet. Von Melbeck-Bahnhof bis zur Querung durch die Kreisstraße 33 verläuft der Bach durch bewaldete Flächen bzw. am Rand dieser und nach der Querung durch die Kreisstraße durch Grünländer. Der Bachabschnitt unterhalb von Melbeck-Bahnhof liegt im Naturschutzgebiet „Barnstedt-Melbecker Bach“.
Die Billerbeck hat keine nennenswerten Zuflüsse, nimmt aber das Wasser einiger ihr zufließender Gräben auf.

## Zustand

### Renaturierung
Der Unterlauf der Billerbeck direkt westlich von Melbeck wurde 2011 renaturiert. Dafür wurde der Bachlauf auf rund 200 Metern Länge verlegt und umgestaltet. Für die Renaturierung wurde eine zuvor als Acker genutzte Fläche aufgelassen und in ein Biotop umgestaltet. Durch diese Fläche wurde in einer auf sechs bis zwölf Metern Breite angelegter Aue ein neuer Gewässerlauf gelegt. Zuvor verlief der Bach hier am Rand des Ackers nach Süden. Durch die Neugestaltung verdoppelte sich die Länge der nun in südöstliche Richtung mäandrierend verlaufende Billerbeck in diesem Abschnitt. Sie kann sich auf rund vier Hektar Fläche eigendynamisch entwickeln. Zur Förderung der Aue wurden unter anderem Erlen, Eschen, Ulmen und Hainbuchen angepflanzt. In angrenzenden Bereichen konnte sich artenreiches Grünland entwickeln, das nur extensiv genutzt wird. Nördlich des Bachlaufs wurde ein Stillgewässer angelegt. Zusätzlich zur Neugestaltung des Gewässerlaufs wurde auch der direkt oberhalb der Fläche liegende Abschnitts des Bachs durch die Anlage mehrere Schleifen aufgewertet. Stellenweise wurde Kies als Sohlsubstrat in den Bachlauf eingebracht.
Das Projekt zur Renaturierung des Gewässerlaufs und der Anlage des Biotops kostete rund 55.000 Euro. Davon stammten 36.000 Euro aus Fördermitteln des ELER und 12.000 Euro vom Land Niedersachsen. Beim niedersächsischen Gewässerwettbewerb „Bach im Fluss“ wurde der Landkreis Lüneburg am 8. Oktober 2012 für die Renaturierung der Billerbeck mit dem Preis „Bachperle 2012“ ausgezeichnet.